# آنسی
شهر آنسی (به فرانسوی: Hensies) در شهرستان من  در استان انو  در منطقه فدرال والوون در کشور بلژیک واقع شده‌است.